# Stéphanie Possamaï
Pour les articles homonymes, voir Possamai.
Stéphanie Possamaï, née le 30 juillet 1980 à Bordeaux en Gironde, est une judokate française ayant évolué dans la catégorie des moins de 78 kg (poids mi-lourds). Elle s'est retirée de la compétition un dimanche 10 février à l'occasion du Tournoi de Paris 2013.
Longtemps barrée en sélection nationale par Céline Lebrun (souvent remplaçante de cette dernière comme lors des Jeux olympiques de 2004), la lourde blessure au genou de cette dernière au début de l'année 2007 permet à Possamaï d'exprimer son judo lors des grandes compétitions. Ainsi, elle devient championne d'Europe à Belgrade en s'imposant en finale face à la Russe Vera Moskalyuk. Dès lors, elle est logiquement préférée à la titulaire habituelle de la catégorie en France pour participer aux Mondiaux de Rio de Janeiro. La Française y obtient la médaille de bronze permettant ainsi à son pays d'obtenir un quota non-nominatif pour aligner un judoka dans la catégorie lors des Jeux olympiques de Pékin en 2008 où elle obtiendra là aussi la médaille de bronze.

## Palmarès

### Jeux olympiques d'été
- Jeux olympiques de 2008 à Pékin (Chine) :
  -  Médaille de bronze en moins de 78 kg (poids mi-lourds).

### Championnats du monde
- Championnats du monde 2007 à Rio de Janeiro (Brésil) :
  -  Médaille de bronze en moins de 78 kg (poids mi-lourds).

### Championnats d'Europe
- Championnats d'Europe 2007 à Belgrade (Serbie) :
  -  Médaille d'or en moins de 78 kg (poids mi-lourds).

### Divers
- Grade: Ceinture Blanche-rouge 6e DAN (2015)[2].

- Principaux tournois :

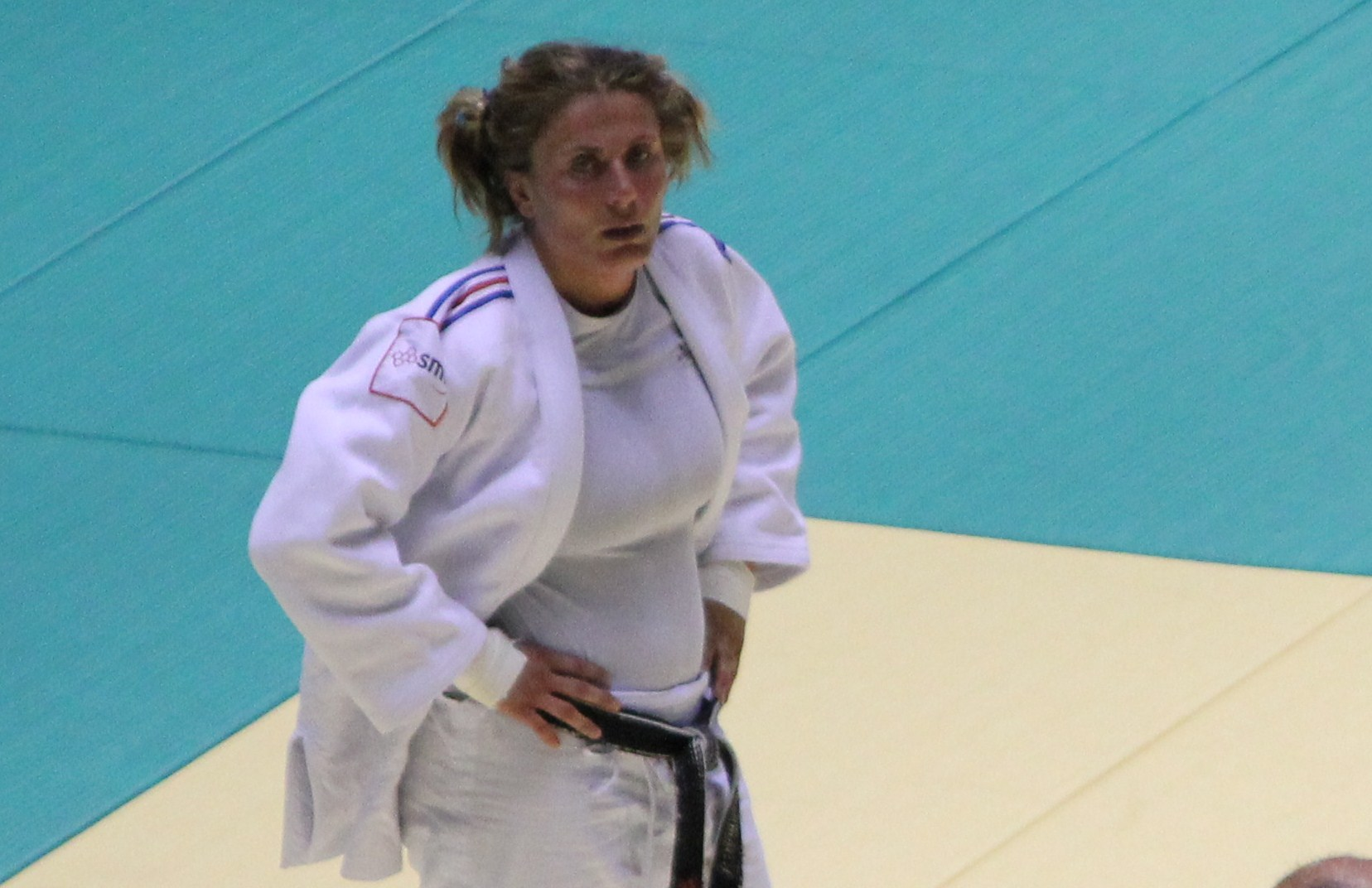
Stéphanie Possamaï au mondial 2010

  - 3 podiums au Tournoi de Paris (2e en 2004, 2e en 2007, 3e en 2008)
  - 2 podiums au Tournoi de Hambourg (2e en 2004, 2e en 2008).
  - 1 podium au Tournoi de Moscou (1er en 2006).
  - 1 podium à la Coupe Jigoro Kano (3e en 2007).

- Par équipes :
  -  Championne du monde par équipes en 2006 à Paris (France).

- Jeux méditerranéens :
  -  Médaille d'argent en 2005 à Almeria (Espagne).